# Бодлошипа акула
Бодлошипите акули (Echinorhinus brucus) са вид хрущялни риби от семейство Echinorhinidae.
Срещат се рядко, тъй като живеят на дълбочина 400-900 метра, като са смятани за застрашен вид.
Таксонът е описан за пръв път от Пиер Жозеф Бонатер през 1788 година.